# توکارنگا (استان اشوی‌داشکسیه)
توکارنگا (به لهستانی:  Tokarnia) یک روستا در لهستان است که در گمینا خنچینه واقع شده‌است. توکارنگا ۱٬۴۰۰ نفر جمعیت دارد.